# Карк-Сірми
Карк-Сі́рми (рос. Карк-Сирмы, чув. Карăкçырми) — присілок у Чувашії Російської Федерації, у складі Іспуханського сільського поселення Красночетайського району.
Населення — 135 осіб (2010; 197 в 2002, 434 в 1979, 377 в 1939, 614 в 1927, 553 в 1910, 443 в 1897, 419 в 1870, 314 в 1860).
Національний склад (2002):
- чуваші — 98 %

## Історія
Історична назва — Вурманкаси. До 1863 року селяни мали статус удільних, займались землеробством, тваринництвом, ковальством, виробництвом взуття. 1913 року відкрито церковнопарафіяльну школу. На початку 20 століття діяло 3 вітряки. 1928 року створено колгосп «Червоне знам'я». До 1918 року присілок входив до складу Курмиської, а до 1926 року — Пандіковської волостей Курмиського повіту (у період 1835–1863 років — у складі Курмиського удільного приказу), до 1927 року — до складу Красночетаївської волості Ядринського повіту. З переходом на райони 1927 року — спочатку у складі Красночетайського, у період 1962–1965 років — у складі Шумерлинського, після чого знову переданий до складу Красночетайського району. 1927 року від присілку було відокремлено присілок Жукино.

## Господарство
У присілку діють фельдшерсько-акушерський пункт та магазин.